# Biu-Plateau
Das Biu-Plateau, auch Bui-Plateau genannt, ist ein bis zu 817 m hohes vulkanisches Gebirge im Südwesten des nigerianischen Bundesstaates Borno. 

## Geographie
Das Biu-Plateau bedeckt eine Fläche von 500 km² und liegt im Mittel auf einer Höhe von ca. 650 Metern über dem Meeresspiegel. Es ist eine Region in Nigeria, deren Klima dem des Bauchiplateaus ähnelt. Das Plateau bildet eine Wasserscheide zwischen dem Niger-Becken und dem Tschadbecken. Seine höchsten Erhebungen sind der 817 Meter hohe Wiga Hill und der 775 Meter hohe Wade Hill.
Geologisch gehört das Biu-Plateau zu einer Reihe von Vulkangebieten, die sich entlang der Kamerunlinie bis nach Nordafrika erstrecken. Ihre Haupttätigkeitsphase hatten die Vulkane des Plateaus im Pliozän, wobei vermutet wird, dass sich bis vor 900.000 Jahren die Aktivitätsphase erstreckte. Dem Biu-Plateau entspringen die größten Nebenflüsse des Gongola, dies sind der Hawal und der Gungeru.

## Geschichte
Im 19. Jahrhundert war das Biu-Plateau ein wichtiges Rückzugsgebiet für die nichtmuslimische Bevölkerung Nordnigerias, die vor den Fulbe und ihrem Anführer Usman dan Fodio flüchteten. Usman begann 1804 den Dschihad der Fulbe in Nordnigeria und richtete das Kalifat von Sokoto ein.